# Jakub Stanisław Rokitnicki
Jakub Stanisław Rokitnicki herbu Prawdzic (zm. 1 lipca 1688 roku w Rusinowie) – wojskowy polski, rotmistrz wojsk koronnych, chorąży dobrzyński w latach 1664–1690, starosta rypiński, starosta dobrzyński w 1685 roku, poseł na sejmy.

## Życiorys
Był synem Marcina, matka nosiła nazwisko rodowe: Swaracka. W 1648 Rokitnicki jako reprezentant województwa rawskiego podpisał elekcję Jana Kazimierza. Prawdopodobnie pod koniec tego samego roku rozpoczął służbę wojskową. Walczył przeciwko siłom kozacko-tatarskim w bitwie pod Beresteczkiem (1651), a później w wojnie ze Szwedami. W początkowym okresie potopu uczestniczył w walkach przeciw Szwedom aż do przejścia hetmanów na stronę Karola X Gustawa, ale już w lutym 1656 znalazł się z powrotem wśród oddziałów wiernych Janowi Kazimierzowi. W kwietniu walczył pod komendą Stefana Czarnieckiego pod Warką, brał udział w kampanii wielkopolskiej i wyprawie duńskiej (1658–1659). Za zasługi wojskowe otrzymał w 1660 godność starosty rypińskiego. W 1662 był posłem na sejm z ziemi dobrzyńskiej, od 1664 nosił tytuł chorążego dobrzyńskiego. Uczestniczył w rokoszu Lubomirskiego. Ponownie reprezentował ziemię dobrzyńską na sejmach w 1666 (wiosennym) i 1668; w 1669 brał udział w sejmie elekcyjnym Michała Korybuta Wiśniowieckiego i następnie w sejmie koronacyjnym. Poseł na sejm nadzwyczajny 1670 roku z województwa chełmińskiego.
W grudniu 1671 jego chorągiew doznała klęski pod Trościańcem z Kozakami Doroszenki. W 1672 posłował na sejm i uczestniczył w konfederacji gołąbskiej. Na czele własnej, stukonnej chorągwi pancernej walczył w bitwie pod Chocimiem w listopadzie 1673. W 1674 roku był elektorem Jana III Sobieskiego z ziemi dobrzyńskiej. Następnie brał udział w kampaniach ukraińskich nowego króla w latach 1674–1676, pozostając pod komendą pułkownika kozackiego Eustachego Hohola. Poseł sejmiku dobrzyńskiego województwa inowrocławskiego na sejm koronacyjny 1676 roku. Brał udział w kampanii wiedeńskiej w 1683. Po raz ostatni był posłem na sejm w 1685.
Był żonaty z Aleksandrą (nazwisko rodowe nieznane), miał syna Jana. 1 lipca 1688 roku w Rusinowie, został pochowany w klasztorze bernardynów w Skępem.